# Берсеро
Берсеро (ісп. Bercero) — муніципалітет в Іспанії, у складі автономної спільноти Кастилія-і-Леон, у провінції Вальядолід. Населення — 235 осіб (2010).
Муніципалітет розташований на відстані близько 170 км на північний захід від Мадрида, 28 км на захід від Вальядоліда.

## Демографія
Динаміка населення (INE ):